# Aer Lingus
Aer Lingus (cuyo nombre es una anglización del irlandés Aer Loingeas, que significa «flota aérea») es una aerolínea privada irlandesa, con anterioridad la aerolínea de bandera de la República de Irlanda. Con base en el aeropuerto de Dublín, da servicio a Europa, Estados Unidos y Marruecos con una flota de aeronaves Airbus. Ryanair poseía el 29,8 % de la aerolínea y el Estado irlandés un 25,4 %, pero tras la OPA de IAG por el 100 % de la compañía por 1400 millones de euros, en la que adquirió el 95,77 % a fecha de 18 de agosto de 2015, pasó a integrarse en el mencionado holding. Salió a la Bolsa de Valores de Dublín y Londres el 2 de octubre de 2006 tras la aprobación previa del gobierno (este poseía anteriormente el 85 % de la línea aérea). Aer Lingus es un antiguo miembro de la alianza Oneworld, que abandonó el 31 de marzo de 2007. La compañía emplea a 3766 personas y tiene una facturación por valor de 749 millones de euros en 2014. Su lema es Disfrute de su vuelo. Aer Lingus transportó, junto a su franquicia regional, 11 millones de pasajeros en 2014. Aer Lingus cuenta con su propio programa para viajeros frecuentes, Aerclub, este ofreciendo cuatro niveles: Verde, Plata, Platino y Concierge.

## Historia

### Primeros años
Aer Lingus fue fundada en abril de 1936, con un capital autorizado de 100 000 libras esterlinas. En espera de una legislación de inversión pública a través de una empresa matriz, Aer Lingus se asoció con Blackpool y West Coast Air Services, las cuales aportaron el dinero para el primer avión y operaron con Aer Lingus bajo el nombre común "Irish Sea Airways".  Aer Lingus Teoranta fue registrada como aerolínea el 22 de mayo de 1936.
El nombre, Aer Lingus, es resultado de la transformación del término irlandés Aer Loingeas, que significa «la flota del aire» (al igual que la aerolínea rusa Aeroflot). El nombre fue propuesto originalmente por Richard F. O'Connor, que era topógrafo del Condado de Cork en aquel momento, y un entusiasta de la aviación. Cinco días después de ser fundada la línea aérea comenzó su primer servicio entre el Aeródromo de Baldonnel en Dublín y Whitechurch en Bristol, Inglaterra, usando un biplano de Havilland DH.84 Dragon de seis pasajeros (registro EI-ABI) (Foto) que fue llamado Iolar (águila).
Ese mismo año, la aerolínea adquirió su segundo avión, un de Havilland 86 Express (DH86A) bautizado «Éire», un biplano de cuatro motores con capacidad para 14 pasajeros. Este avión proporcionó el primer enlace entre Dublín y Londres extendiendo el servicio de Bristol a Croydon. Al mismo tiempo, el DH84 Dragon se utilizó para inaugurar un servicio Aer Lingus en la ruta Dublín-Liverpool.

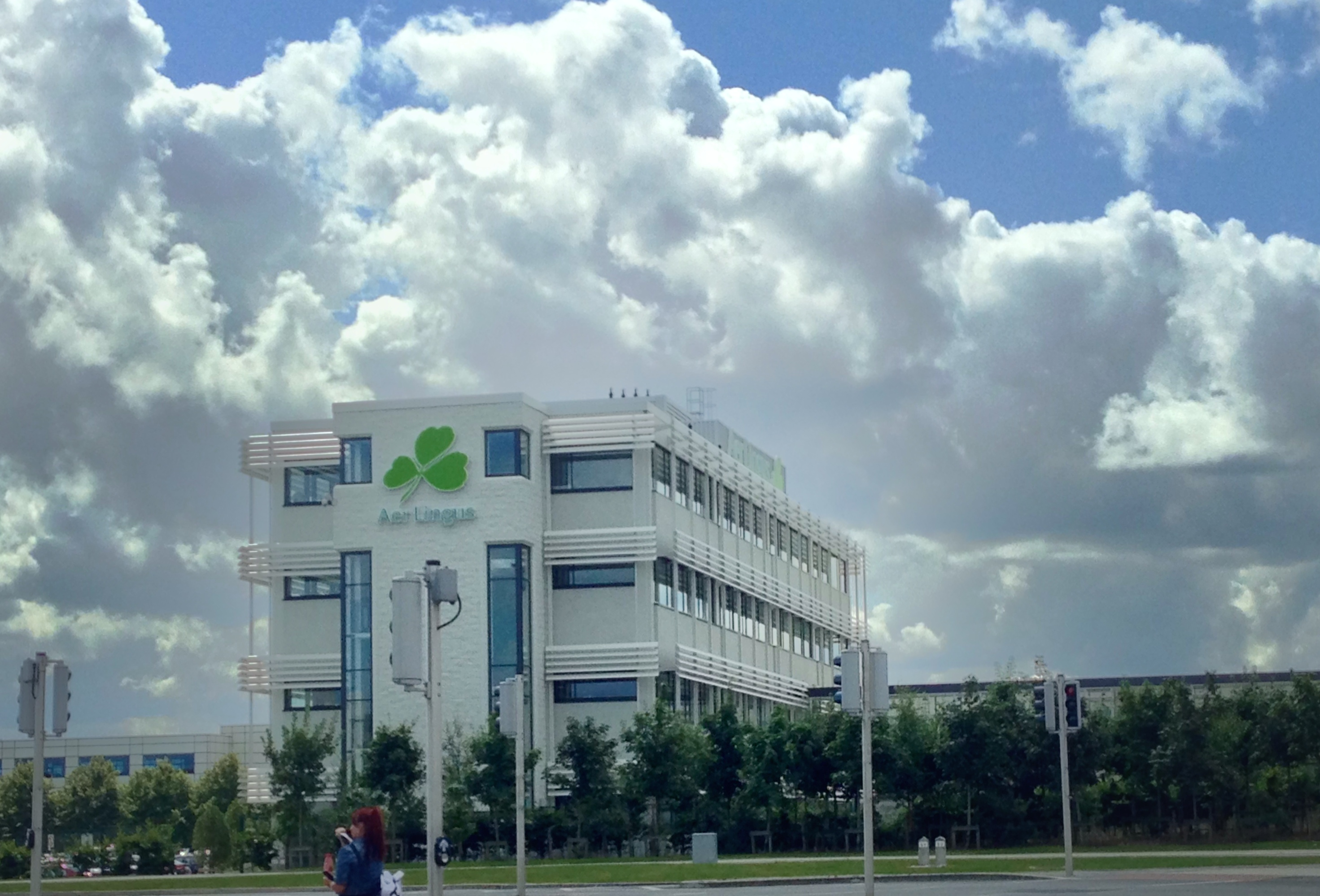
Sede central

La aerolínea se estableció como compañía aérea nacional bajo la Ley de Navegación Aérea y Transporte (1936). En 1937, el gobierno irlandés creó Aer Rianta (ahora llamada Autoridad Aeroportuaria de Dublín), una compañía que asume la responsabilidad financiera para la nueva aerolínea y toda la infraestructura de aviación civil del país. En abril de 1937, el Gobierno Irlandés es propietaria de Aer Lingus vía Aer Rianta.
En 1938 Iolar fue reemplazado por un de Havilland DH.89 Dragon Rapide y se compró un segundo DH86B. Dos Lockheed L-14s llegaron en 1939, los primeros aviones enteramente de metal de Aer Lingus.
En enero de 1940, se terminó un nuevo aeropuerto en el suburbio de Collinstown de Dublín y Aer Lingus trasladó sus operaciones allí. Compró un nuevo Douglas DC-3 y se inauguraron nuevos servicios a Liverpool y un servicio interno a Shannon. Los servicios de la aerolínea fueron acortados durante la Segunda Guerra Mundial con una única ruta a Liverpool o al Aeródromo de Barton en Mánchester, dependiendo de la fluctuante situación de seguridad.

### Expansión en la posguerra
El 9 de noviembre de 1945, se restablecieron los servicios regulares con un vuelo inaugural a Londres. Desde entonces, los aviones de Aer Lingus, la mayoría Douglas DC-3, fueron repintados con los colores plateado y verde, y se introdujeron a los primeros asistentes de vuelo de la aerolínea. En 1946, un nuevo acuerdo Anglo-Irlandés dio a Aer Lingus la exclusividad del tráfico de UK a cambio de una participación del 40 % para BOAC y British European Airways (BEA). Debido al crecimiento de Aer Lingus, la aerolínea compró siete nuevos aviones Vickers Viking en 1947. Sin embargo, éstos demostraron ser poco rentables y fueron vendidos rápidamente.
En 1947, nació Aerlínte Éireann, con el propósito de realizar vuelos trasatlánticos a Nueva York desde Irlanda. Encargaron tres nuevos Lockheed Constellation pero el cambio de gobierno y una crisis financiera impidieron que el servicio comenzara. El recién llegado primer ministro Eamon De Valera, del partido Fianna Fáil, no era un entusiasta del vuelo y pensó que cruzar el Atlántico era un plan demasiado grande para una pequeña aerolínea de un pequeño país como Irlanda. Los Constellation fueron vendidos a BOAC. Durante finales de la década de 1940 y principios de 1950, Aer Lingus introdujo nuevas rutas a Bruselas, Ámsterdam y Roma. Debido a la expansión de las rutas, la aerolínea llegó a ser una de las primeras en solicitar aviones Vickers Viscount 700 en 1951, puestos en servicio en abril de 1954. En 1956, Aer Lingus introdujo un nuevo estilo visual en los aviones, con verde por encima de las ventanas, blanco por debajo de estas y una bandera irlandesa en cada ala.

### Primer servicio transatlántico

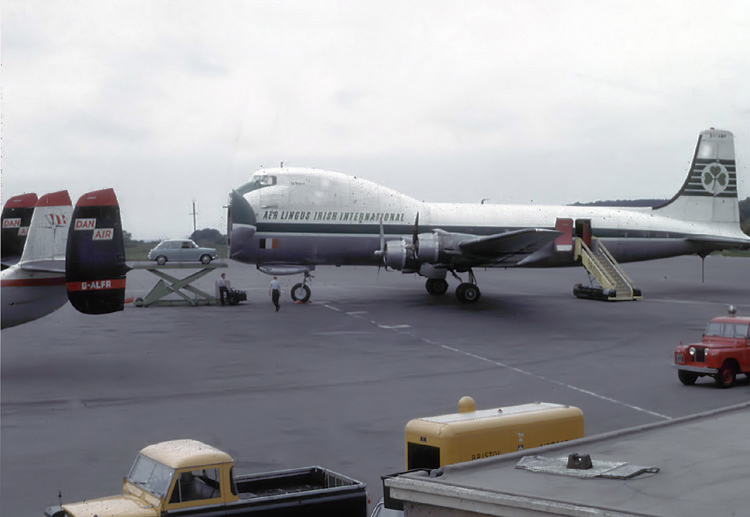
Aer Lingus utilizó el carguero de automóviles Carvair con poco éxito económico.

El 28 de abril de 1958, Aerlínte Éireann realizó el primer servicio transatlántico desde Shannon a Nueva York. Se utilizaron tres Lockheed Constellation para el servicio que se realizaba con una frecuencia de tres veces por semana. Los aviones fueron arrendados por la aerolínea estadounidense Seaboard World Airlines. Este acuerdo continuó hasta el 1 de enero de 1960 cuando Aerlínte Éireann se rebautizó como Aer Lingus - Aerolínea Internacional Irlandesa. Aer Lingus entró en la era de los Jets el 14 de diciembre de 1960 cuando se le entregó tres Boeing 720 para su uso en la ruta a Nueva York, así como para su nuevo destino, Boston.
En 1963, Aer Lingus incorporó en su flota un Carvair. Con este avión, se podía transportar cinco coches cargándolos en el fuselaje a través del frontal del avión. El Carvair demostró ser poco rentable para la aerolínea, en parte debido a aumento de los servicios de ferry por mar y avión fue utilizado posteriormente para otros servicios de carga. El Boeing 720 demostró ser un éxito para la aerolínea en rutas transatlánticas. En 1964, Aer Lingus tomó entrega de un avión más grande, el Boeing 707.

### Los aviones jet
La conversión de la flota europea al equipamiento del jet comenzó en 1965 cuando BAC 1-11 comenzó los servicios desde Dublín y Cork a París y vía Mánchester a Ámsterdam, Copenhague, Düsseldorf y Fráncfort del Meno. Se adoptó un nuevo estilo visual ese mismo año con un gran trébol verde en la aleta y el nombre "Aer Lingus - Irlanda Internacional", justo sobre las ventanas del avión. En 1966, el resto de la compañía compartida por Aer Rianta fue transferida al Ministerio de Finanzas.
En 1966, se inauguró una ruta desde Shannon hasta Chicago pasando por Montreal.
En 1968, comenzaron los vuelos desde Belfast en Irlanda del Norte a Nueva York. El servicio pronto se suspendió debido al comienzo de problemas en la zona. 1969 vio la introducción del Boeing 737 a la flota de Aer Lingus para hacer frente a la alta demanda de vuelos entre las ciudades de Dublín y Londres. Posteriormente, Aer Lingus extendió los vuelos del 737 a toda su red europea.

### Décadas 1970-1990
En 1970, Aer Lingus adquirió dos Boeing 747 para su uso en rutas transatlánticas. Más tarde, se añadió un tercer avión a la flota pero uno de ellos fue arrendado porque, al principio, no era rentable para la compañía volar 747s a través de océano Atlántico. En 1974, el estilo visual volvió a cambiar, desapareciendo la palabra Internacional del fuselaje de los aviones de Aer Lingus. El nuevo estilo incluía dos tonos diferentes de azul y uno gris, más el trébol blanco en el ala de la cola.
En septiembre de 1979, Aer Lingus se convirtió en la primera aerolínea con excepción de Alitalia que era utilizada por el Papa Juan Pablo II. El pontífice voló a bordo de un Boeing 747 (EI-ASI o St. Patrick) especialmente modificado desde Roma a Dublín y posteriormente desde Shannon a Boston. A comienzos de la década de 1980, los 707 fueron retirados.
En 1984, se formó una compañía subsidiaria llamada Aer Lingus Commuter, que permitió a Aer Lingus a ciudades más grandes en Irlanda y Gran Bretaña en las que el tiempo de vuelo hace innecesario el uso de jets. Estos servicios se realizaban principalmente con cinco de los Short 360 tras realizar pruebas con el Shorts 330. Sobre la misma época, Aer Lingus compró la mayor parte de las acciones de la aerolínea de carga Aer Turas, propietaria de algunos jets de carga Douglas DC-8.
Entre 1987 y 1989, llegó un nuevo Boeing 737 para reemplazar a los modelos más viejos, y se incorporaron 6 Fokker 50 a la flota Commuter. Durante 1990, tras la desregulación de la ley para la industria de las aerolíneas en Irlanda, Aer Lingus tuvo que reconsiderar sus políticas operacionales. El BAC 1-11 fue sustituido por 5 nuevos 737. En 1991, se incorporaron 4 Saab 340 a la división Commuter para reemplazar los aviones Shorts 360. En 1992, Aer Lingus reemplazó la flota 737-200 y se convirtió en el primer operador en el mundo con las tres versiones de la segunda generación 737. Estas eran las series -300, -400 y -500, aunque la -300 no duró mucho en el servicio de Aer Lingus.

#### Operaciones con Airbus
En 1994, Aer Lingus comenzó a ofrecer servicios de vuelo directo entre Dublín y los Estados Unidos usando el Airbus A330 y en mayo de ese año realizó el primer servicio con el A330 ETOPS en la ruta del Atlántico norte. Esto condujo a la eliminación progresiva del Boeing 747 y del sucesor Boeing 767 -300ER. El 2 de octubre de 1995, el servicio del Boeing 747 cesó las operaciones después de veinticinco años de servicio. Para aquel entonces, alrededor de 8 millones de personas habían viajado a través del Atlántico en Aer Lingus Boeing 747. 
A finales de la década de 1990, Aer Lingus volvió a Belfast con un servicio a Nueva York vía Shannon. También se añadió como destino el Aeropuerto Internacional Libertad de Newark en Nueva Jersey. Desde entonces esos vuelos se han suspendido.
El 1 de febrero de 2001, Aer Lingus Commuter volvió a introducirse en la operación principal. Tras los atentados del 11 de septiembre de 2001, el negocio de Aer Lingus se redujo considerablemente. Se realizó un recorte de personal, se eliminaron destinos y la flota fue reducida. La aerolínea ha resistido la tormenta y de nuevo, tiene beneficios - esto se ha demostrado con una estrategia para bajar los costes básicos de la aerolínea, actualizar la flota con modernos Airbus y desarrollando nuevas rutas a destinos europeos principales (Aer Lingus había descuidado previamente gran parte del continente europeo en favor de Estados Unidos y de los destinos británicos). Actualmente, se están posicionando como competidor de las aerolíneas europeas de bajo coste, tales como Ryanair, easyJet, Volare y Germanwings, mientras que ofrecen vuelos intercontinentales. Los vuelos en clase Business y las provisiones del recorrido para los vuelos de corto recorrido se han eliminado.
El 27 de octubre de 2005, Aer Lingus anunció su primer servicio programado a Asia a partir de marzo de 2006 y al Aeropuerto Internacional de Dubái en los Emiratos Árabes Unidos, donde el ejecutivo Dermot Mannion anunció privatizar la empresa y comprar más aviones para asegurar el transporte hacia esta nueva ruta. A pesar de que la prensa describía a Aer Lingus como el primer servicio de larga duración fuera de los Estados Unidos, ya estuvo realizando un servicio previo a Montreal, Canadá desde 1966 a 1979. La distancia del gran círculo de 5926 kilómetros (3682 millas) es comparable al servicio actual a Chicago, pero Los Ángeles se mantiene como la ruta más larga con 8338 kilómetros (5181 millas). 
El 29 de octubre de 2005, Aer Lingus retiró sus dos últimos aviones Boeing 737 del servicio. El EI-CDH (un 737-500) realizó el último tramo desde Dublín a Niza, Francia y de regreso. El avión y su hermano, EI-CDG ahora operan para Rossiya en Rusia. Esto marcó el fin del Boeing en la flota de Aer Lingus.
El 6 de junio Aer Lingus consolidó su relación con el fabricante europeo solicitando 6 aviones del modelo A350 XWB así como 6 A330-300E. Estos serán utilizados para ampliar operaciones del transporte de larga distancia de Aer Lingus así como el reemplazo de 3 modelos de aviones más viejos. Las entregas del A330E comenzarán en 2009 y el A350 XWB comenzará en 2014.

#### Flota
En la preparación para la flota comercial de Aer Lingus en la bolsa de Dublín, el gobierno irlandés acordó suprimir la escala de Shannon de finales de 2006 en etapas.  
La compañía comenzó con reparticiones condicionada el 27 de septiembre de 2006 y fue admitida formalmente a las listas oficiales del Mercado de valores de Irlanda y del Mercado de valores de Londres el 2 de octubre de 2006. En aquel momento, el gobierno irlandés tenía el 28 % de acciones, y los empleados el 15 %.
Aer Lingus se retiró de la alianza Oneworld el 1 de abril de 2007, no obstante se propone mantener acuerdos bilaterales fuertes con los varios miembros de Oneworld y no tiene ninguna intención de unirse a ninguna otra alianza global. 
El 19 de noviembre de 2006, Aer Lingus declaró que anunciaría pronto los acuerdos con American Airlines, Cathay Pacific y Qantas. Sin embargo las negociaciones con British Airways todavía no han concluido. La decisión para dejar la alianza fue debido a que Aer Lingus se posicionaba nuevamente como la compañía de transporte de bajo coste. 
Pese a lo anterior, el 6 de febrero de 2007, la línea aérea anunció su intención de formar una nueva alianza con JetBlue Airways.  Esta nueva alianza implica que los clientes de Aer Lingus podrán reservar sus destinos incluyendo los de JetBlue en el Web site de Aer Lingus, y viceversa desde JetBlue. Con la flota de Aer Lingus en el mercado bursátil, Aer Lingus está planeando ampliar su red de rutas con nuevos destinos a Europa, Norteamérica y posibilidades de Asia también.

#### Ryanair oferta pública de adquisición
El 5 de octubre de 2006, Ryanair lanzó una oferta para comprar Aer Lingus por un monto de €1.48bn. El CEO de Ryanair, Michael O'Leary dijo que el movimiento era una "oportunidad única" de formar una aerolínea irlandesa. La "nueva" aerolínea llevaría alrededor de 50 millones de pasajeros al año. Ryanair dijo que había comprado un 16 % de Aer Lingus y que ofrecía €2.80 por las acciones restantes. En el mismo día Aer Lingus rechazó la oferta de compra propuesta por Ryanair. Ryanair confirmó que había aumentado su participación al 19.2 %, y dijo además que no tenía ningún problema en que el gobierno irlandés mantuviera el 28.3 %. También se informaba en The Irish Times que el Gobierno posiblemente llevaría el caso a juicio, y la remisión a las autoridades de la competencia en Dublín - aunque éste sería automático bajo la regulación europea, pues el grupo combinado controlaría el 78 % del tráfico de pasajeros de Dublín - Londres.

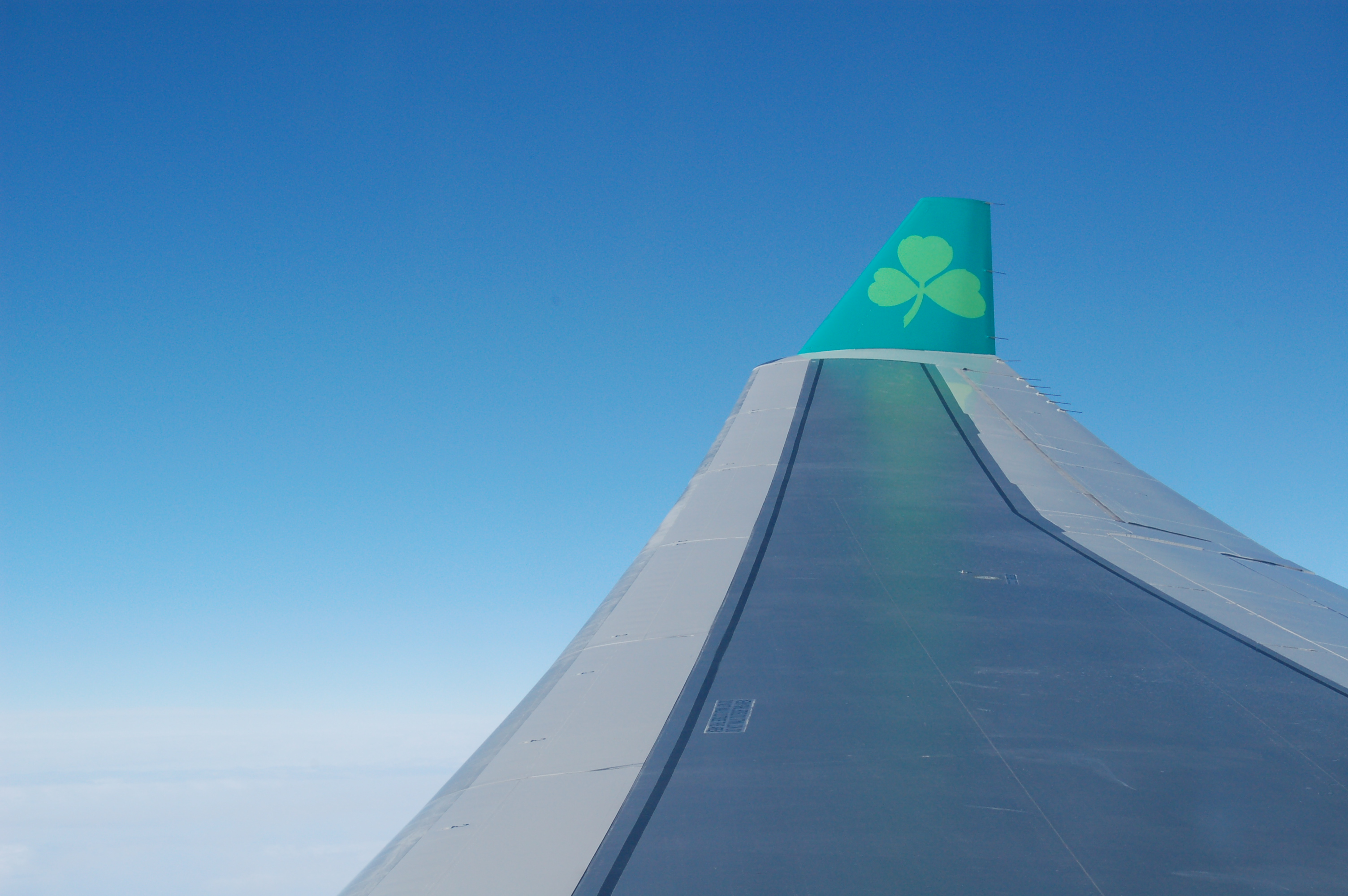
El logotipo de Aer Lingus en el winglet de un Airbus A330.

El 29 de noviembre de 2006, Ryanair anunció que había elevado su participación en la aerolínea al 26.2 %.
El 21 de diciembre de 2006, Ryanair anunció la retirada de su oferta actual para Aer Lingus, con el intento de perseguir otra oferta en el futuro, después de que la Comisión Europea acabe de investigar la oferta actual. La Comisión Europea comentó que la toma de posesión reduciría la opción del consumidor y aumentaría precios.
El 27 de junio de 2007, la Comisión Europea anunció su decisión de bloquear la oferta con los argumentos de la competición que dice que las dos líneas aéreas controlan más del 80 % de todos los vuelos europeos desde y hacia el aeropuerto de Dublín.

## Destinos

### Alianzas
Aer Lingus es un antiguo miembro de la alianza de aerolíneas Oneworld, terminando su asociación con el grupo en 2007 para perseguir un modelo de negocio de bajo coste y alto rendimiento. Actualmente, la aerolínea tiene un código compartido con JetBlue (desde Dublín y Shannon a/desde Estados Unidos), American Airlines (desde Cork a/desde Londres; Dublín a/desde Boston, Chicago, Glasgow, London Gatwick, London Heathrow, Los Ángeles, Mánchester, Nueva York y Shannon; Shannon a/desde Boston, Chicago, Dublín y Nueva York), KLM (Cork y Dublín a/desde Ámsterdam) y British Airways (Belfast, Cork y Dublín a/desde London Heathrow).
La alianza entre British Airways y KLM permite a los pasajeros salir desde Dublín, Cork o Belfast y conectar con un vuelo al resto del mundo a través de los tres centros de conexión de las aerolíneas (Heathrow y Schiphol). Qantas, la compañía de transporte nacional de Australia, permite a sus viajeros habituales ganar puntos cuando vuelan con Aer Lingus.
El 8 de abril de 2008, Aer Lingus y United Airlines anunciaron un código compartido entre las dos aerolíneas que permitirá realizar reservas de vuelos de las compañías implicadas a partir del 1 de noviembre de 2008. El código compartido también simplifica las reservas, recogida de billetes, y el manejo coordinado del equipaje de los pasajeros. Permite a los pasajeros de Aer Lingus acceso a alrededor de 200 destinos de la red de United Airlines y, a cambio, permite a los pasajeros de United Airlines acceso a los destinos de Europa e Irlanda. El acuerdo fue firmado por el CEO de Aer Lingus, Dermot Mannion y el CEO de United Airlines, Glenn Tilton en Chicago.

### Rutas de corto recorrido
Aer Lingus tiene una extensa red europea de corto recorrido con 64 destinos, aunque algunos de estos se han ofrecido sólo en ocasiones. Aer Lingus anunció 5 nuevas rutas para invierno de 2007 desde Dublín a Copenhague, Helsinki, Bucarest, Funchal y Agadir. También reintrodujo el servicio Dublín al Aeropuerto de Londres-Gatwick a finales de 2007.
Su red europea ha sido diseñada para competir con los bajos presupuestos de la línea aérea de bajo coste Ryanair. Sólo tiene una clase en su flota de corto recorrido y los pasajeros deben pagar por el equipaje que lleven. Si los pasajeros pre-facturan su equipaje mientras reservan los vuelos en línea se les cobrará 15€ por paquete (30€ para vuelo de ida y vuelta). Sin embargo, si los pasajeros llegan al aeropuerto sin haber pre-facturado el equipaje, se les cargará 12€ por paquete.
El 7 de agosto de 2007, Aer Lingus anunció que cesaría los vuelos entre Shannon y Heathrow a partir de enero de 2008. Esto generó controversia en los medios y entre el público. Al mismo tiempo, Aer Lingus anunció que establecería una nueva base en el Aeropuerto Internacional de Belfast, con tres aviones. También confirmaron nuevas rutas, incluyendo Belfast-Heathrow y Belfast-Ámsterdam. La aerolínea anunció más destinos fuera de Belfast, incluyendo Roma, Barcelona, Faro, Málaga, Génova, Niza, Budapest y París. Los vuelos a Ámsterdam, Barcelona, Génova y Heathrow comenzaron el 14 de enero, los vuelos a París comenzaron el 30 de marzo y los vuelos a Niza comenzaron a primeros de abril. El servicio a Génova cesó el 29 de marzo debido al fin de temporada de esquí europeo.
El 28 de febrero de 2008, Aer Lingus anunció que comenzaría los primeros vuelos programados de Irlanda a Bulgaria con vuelos a Burgas comenzando a mediados de junio. El servicio operará por temporadas. Además, comenzando el 26 de octubre de 2008, Aer Lingus operará con dos vuelos por semana desde Dublín a Sofía, Bulgaria.

### Rutas de largo recorrido
La división de largo recorrido de Aer Lingus sirve a Boston, Chicago, Los Ángeles, Nueva York, Washington, Orlando y San Francisco en los Estados Unidos. Con la llegada de los nuevos aviones Airbus de largo recorrido para 2009, se especula que se abrirán nuevas rutas a Sudáfrica (Ciudad del Cabo), Canadá (Toronto), México (Ciudad de México) y Bangkok, Singapur y Hong Kong en Asia oriental. (Aer Lingus solía servir a Montreal en la década de 1970 (como escala para su servicio Dublín-Chicago)). Se piensa que la aerolínea confirmará los nuevos destinos de largo recorrido a finales de 2008
El 22 de marzo de 2007, la Unión Europea y Estados Unidos firmaron un "Acuerdo de Apertura de los Cielos" permitiendo a las aerolíneas europeas volar a cualquier ciudad de América, y vice-versa para las aerolíneas americanas. El nuevo acuerdo tuvo efecto en marzo de 2008. Como resultado, Aer Lingus anunció nuevos servicios de largo recorrido a Orlando, operando 3 veces por semana, San Francisco, operando diariamente hasta el 5 de mayo de 2008 y Washington D. C. (Aeropuerto Internacional de Dulles), operando cuatro veces por semana. Se espera que Aer Lingus expanda su red transatlántica actual a ciudades como Dallas, Filadelfia y Nueva Orleans
El 7 de noviembre de 2007, Aer Lingus anunció que cesaría sus operaciones a Dubái a partir de marzo de 2008, y que dedicaría la flota de largo recorrido a expandir la red de Estados Unidos.
El 6 de junio de 2008, Aer Lingus anunció que cesaría sus operaciones a Los Ángeles a partir de noviembre de 2008. La aerolínea también anunció planes para recortar su capacidad en las rutas de largo recorrido estadounidenses un 15 % .
Aerlingus opera un vuelo diario directo entre Madrid y Washington.

## Flota

### Flota actual
Todos los aviones de Aer Lingus llevan el nombre de un santo irlandés. La flota de Aer Lingus consiste en las siguientes aeronaves:
El 13 de marzo de 2007, Aer Lingus anunció en una conferencia de prensa sobre sus resultados preliminares que la aerolínea había realizado peticiones a Boeing y Airbus del 787 Dreamliner  y el Airbus A350 XWB y que tenían intención de hacer un pedido de 14 aviones de largo recorrido en el segundo trimestre de 2007.
El 6 de junio de 2007, y confirmado por los accionistas en 2008, Aer Lingus anunció la compra de 6 aviones Airbus A330 -300EOn con fecha de entrega en el 2009 y 6 aviones Airbus A350 -900 actualmente en desarrollo con fecha de entrega en 2014. Para el 2014, Aer Lingus dice que habrá duplicado su flota de largo recorrido.:
El 27 de febrero de 2008, Aer Lingus anunció la compra de 4 aviones Airbus A320 con fecha de entrega a finales de 2010 y principios de 2011, elevando su flota de corto recorrido a 39 aviones.
El 10 de abril de 2008, los accionistas de Aer Lingus aprobaron la compra de 18 nuevos aviones, los cuales están valorados en $2.2bn de dólares. El pedido incluye la compra de 6 Airbus A330 y 6 Airbus A350 -900 con fecha de entrega entre 2009 y 2016. Estos aviones se utilizarán para la mayor expansión y modernización de la flota de largo recorrido de Aer Lingus e incrementar la red de larga distancia. Las otras compras de aviones serán principalmente Airbus A320 -200, los cuales se usarán en los planes de expansión europea de la aerolínea.

## Club del Círculo Dorado
Aer Lingus ofrece su propio programa del viajero habitual, conocido como "Gold Circle Club", con puntos variables que se ganan dependiendo del destino del vuelo y clase del billete. Hay 3 grados: Oro, Prestigio y Élite. 
Oro
- Acceso al salón del círculo del oro.
- Requiere 2400 puntos acumulados en los últimos 12 meses utilizando los servicios del programa Aer Lingus.

Prestigio
- Acceso al salón del círculo del oro.
- Prioridad a la hora de registro (check in).
- Requiere 4.800 puntos acumulados en los últimos 12 meses utilizando los servicios del programa Aer Lingus.

Élite
- Acceso al salón del círculo del oro.
- Prioridad a la hora de registro (check in).
- Entrega del equipaje con prioridad en vuelos transatlánticos / Dubái.
- Cuatro actualizaciones complementarias.
- Miembro Gold para los socios
- Reserva garantizada hasta 24 horas antes de la salida
- Requiere de 8400 puntos acumulados en los últimos 12 meses utilizando los servicios del programa Aer Lingus.

El banco de Irlanda y Aer Lingus se aliaron para crear la tarjeta Gold Visa Business Card. La tarjeta es emitida por el Banco de Irlanda. Los titulares de tarjeta tienen acceso al salón del círculo del oro pero no hay acumulación de los puntos para ningún vuelo de Aer Lingus.